# Young Disciples
|  | Maskinoversættelse og/eller tvivlsomt indhold Denne sides indhold bærer præg af at være en maskinoversættelse og/eller meget dårligt og uklart formuleret. Det vurderes at sproget er så dårligt og eventuelt forkert eller til at misforstå, at det bør omskrives eller oversættes på ny. Du kan hjælpe med at oversætte til korrekt dansk i denne og lignende artikler. Hvis dette ikke sker inden for kort tid, kan en sletning komme på tale. Se evt. denne sides diskussionsside eller i artikelhistorikken. |

Young Disciples var et kortvarig Acid Jazz band fra London der i 1991 udgav deres eneste studiealbum "Road To Freedom" sammen med pladeskabet Talkin' Loud og fik et enormt hit med Singlen "Apparently Nothin' " bandet gik i opløste i 1992.

## Diskografi

### Albums
- Road to Freedom (Talkin' Loud, 1991) – UK #21,[1] AUS #117[2]

### Singler og EP'er
- "Get Yourself Together" (1990) – UK No. 68
- "Apparently Nothin'" (1991) – UK No. 13
- "Get Yourself Together" (reissue) (1991) – UK No. 65, AUS #171[2]
- Young Disciples (EP) (1992) – UK #48[1]